# 潘绪
潘绪（1445年—1528年），字继芳，号玉林，江苏无锡人。明朝诗人、医者，著有《勾吴人物志》，以及《錫山遺響》。明成化十八年（1482年），与无锡当地名流秦旭、李庶、陈履等人组建诗社“碧山吟社”。

## 诗作
《闾江》

雨余桃浪浸渔矶，鸭绿溶溶好染衣。
我欲南湖寻乐事，买舟来乘鳜鱼肥。